# Sebec
Sebec és una població dels Estats Units a l'estat de Maine (EUA). Segons el cens del 2000 tenia 612 habitants.

## Demografia
Segons el cens del 2000, Sebec tenia 612 habitants, 249 habitatges, i 177 famílies. La densitat de població era de 6,4 habitants/km².
Dels 249 habitatges en un 31,7% hi vivien nens de menys de 18 anys, en un 61,4% hi vivien parelles casades, en un 5,6% dones solteres, i en un 28,9% no eren unitats familiars. En el 23,7% dels habitatges hi vivien persones soles l'11,6% de les quals corresponia a persones de 65 anys o més que vivien soles. El nombre mitjà de persones vivint en cada habitatge era de 2,46 i el nombre mitjà de persones que vivien en cada família era de 2,89.
Per edats la població es repartia de la següent manera: un 24,3% tenia menys de 18 anys, un 5,1% entre 18 i 24, un 21,2% entre 25 i 44, un 35,6% de 45 a 60 i un 13,7% 65 anys o més.
L'edat mediana era de 44 anys. Per cada 100 dones de 18 o més anys hi havia 95,4 homes.
La renda mediana per habitatge era de 33.125 $ i la renda mediana per família de 38.125 $. Els homes tenien una renda mediana de 32.000 $ mentre que les dones 17.422 $. La renda per capita de la població era de 13.495 $. Entorn del 6,4% de les famílies i el 7,5% de la població estaven per davall del llindar de pobresa.